# Старука (Пенсилванија)
Старука (енгл. Starrucca) град је у америчкој савезној држави Пенсилванија.

## Демографија
По попису из 2010. године број становника је 173, што је 43 (-19,9%) становника мање него 2000. године.
| Група             | 2000.       | 2010.       |
| Белци             | 211 (97,7%) | 163 (94,2%) |
| Афроамериканци    | 0 (0,0%)    | 3 (1,7%)    |
| Азијати           | 0 (0,0%)    | 1 (0,6%)    |
| Хиспаноамериканци | 3 (1,4%)    | 7 (4,0%)    |
| Укупно            | 216         | 173         |